# Fumarola
Fumaroly (z latinského slova fumus – kouřit) jsou jedním z projevů vulkanické činnosti, při němž dochází k výronu vodních par a horkých plynů z puklin a průduchů.  

## Popis a výskyt

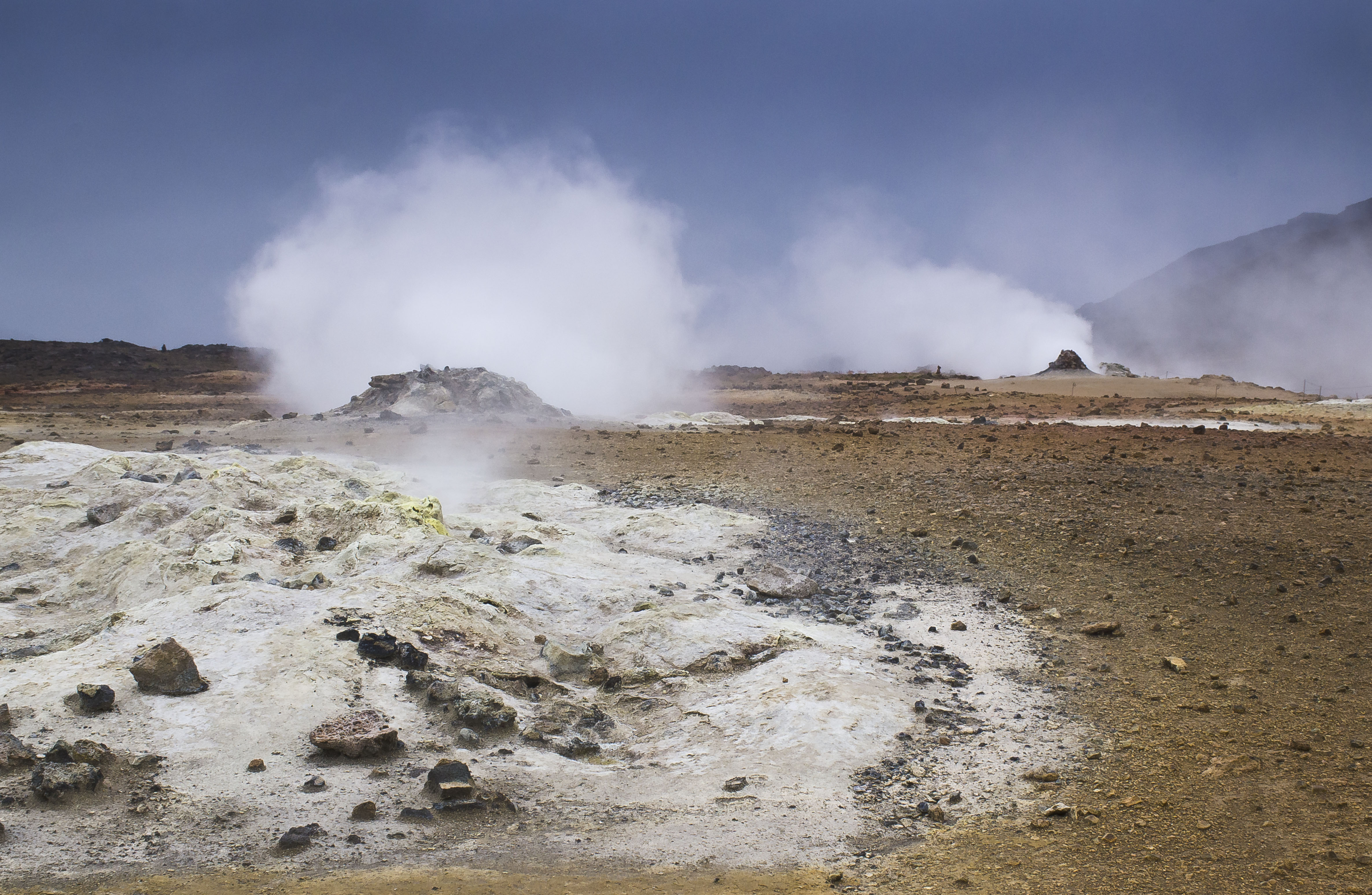
Fumaroly na Islandu – Hverarönd-pjt

Fumarola je otevřená spojnice zemského povrchu a zemského podloží, která produkuje páru a plyny. Vyskytují se pouze tam, kde je stále aktivní magmatická činnost. Sopečné plyny se uvolňují při odplynění magmatu.

Tzv. fumaroly primární se nacházejí v kráteru nebo v jeho okolí, fumaroly sekundární vznikají na povrchu lávových proudů nebo nesouvislých sopečných vyvřelin a mají obvykle krátkodobé působení.

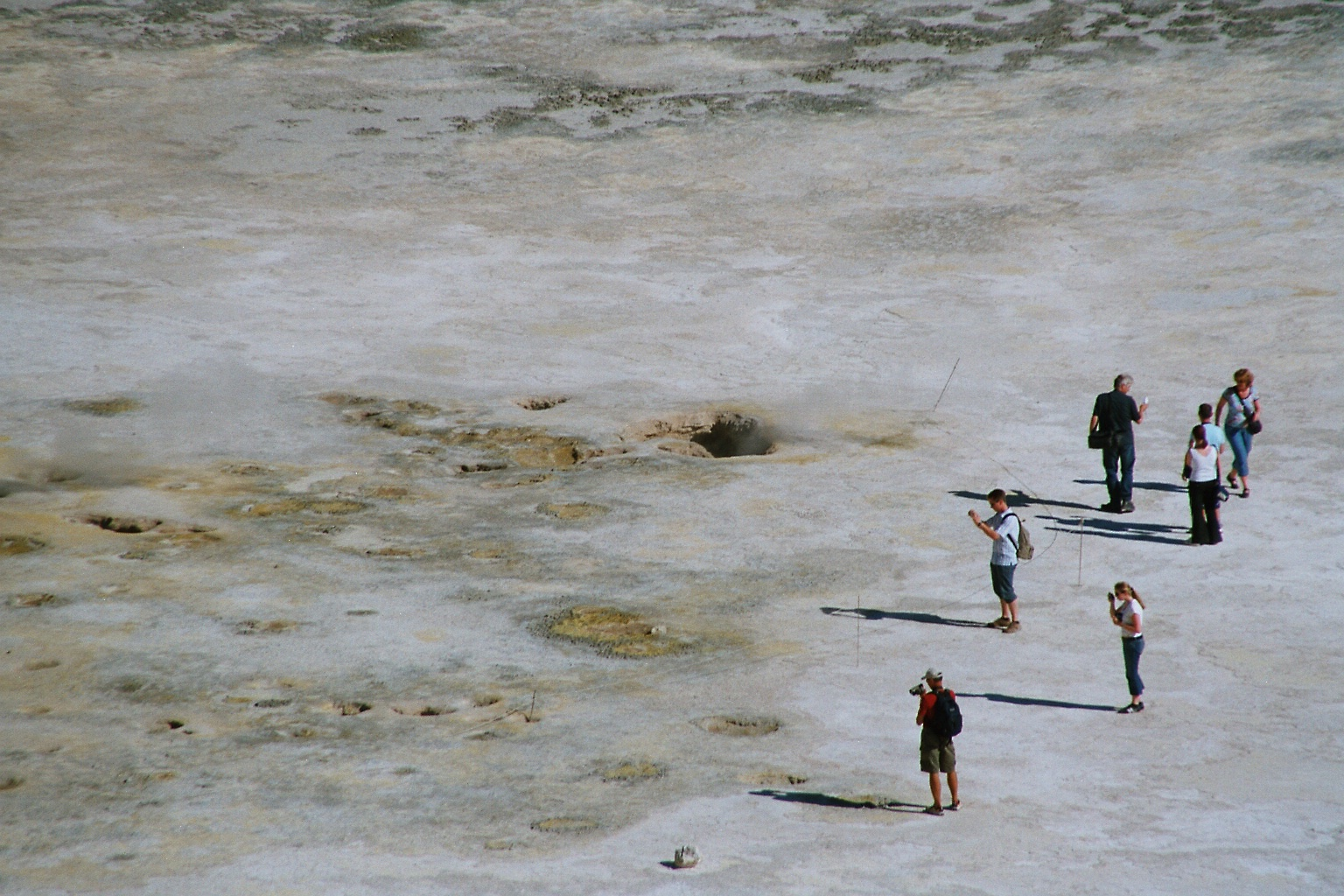
Systém několika fumarol v Řecku

Fumaroly se často objevují v celých pásech, či v tzv. polích, neuspořádaně, mnohdy v místech hojného výskytu termálních pramenů, které jsou doprovázeny výrony plynů. Životnost fumarol je různá a může se pohybovat od dnů, přes týdny, roky až po celá staletí v závislosti na síle doznívání vulkanické aktivity. Fumarola je aktivní tak dlouho, dokud má tepelný zdroj schopný ji napájet plyny a párou.
Vyskytují se ve vulkanicky aktivních oblastech. V Evropě jsou hojné na Islandu, v Itálii v oblasti Flegrejských polí (Campi Flegrei) a na ostrově Vulcano. V USA je známý Yellowstonský národní park, kde se nachází více než 4000 fumarol. Mnoho fumarol vzniklo po erupci sopky Novarupta v roce 1912 na Aljašce, které byly zasypány padajícím prachem a postupem času většina z nich přestala být aktivní.

## Druhy a složení

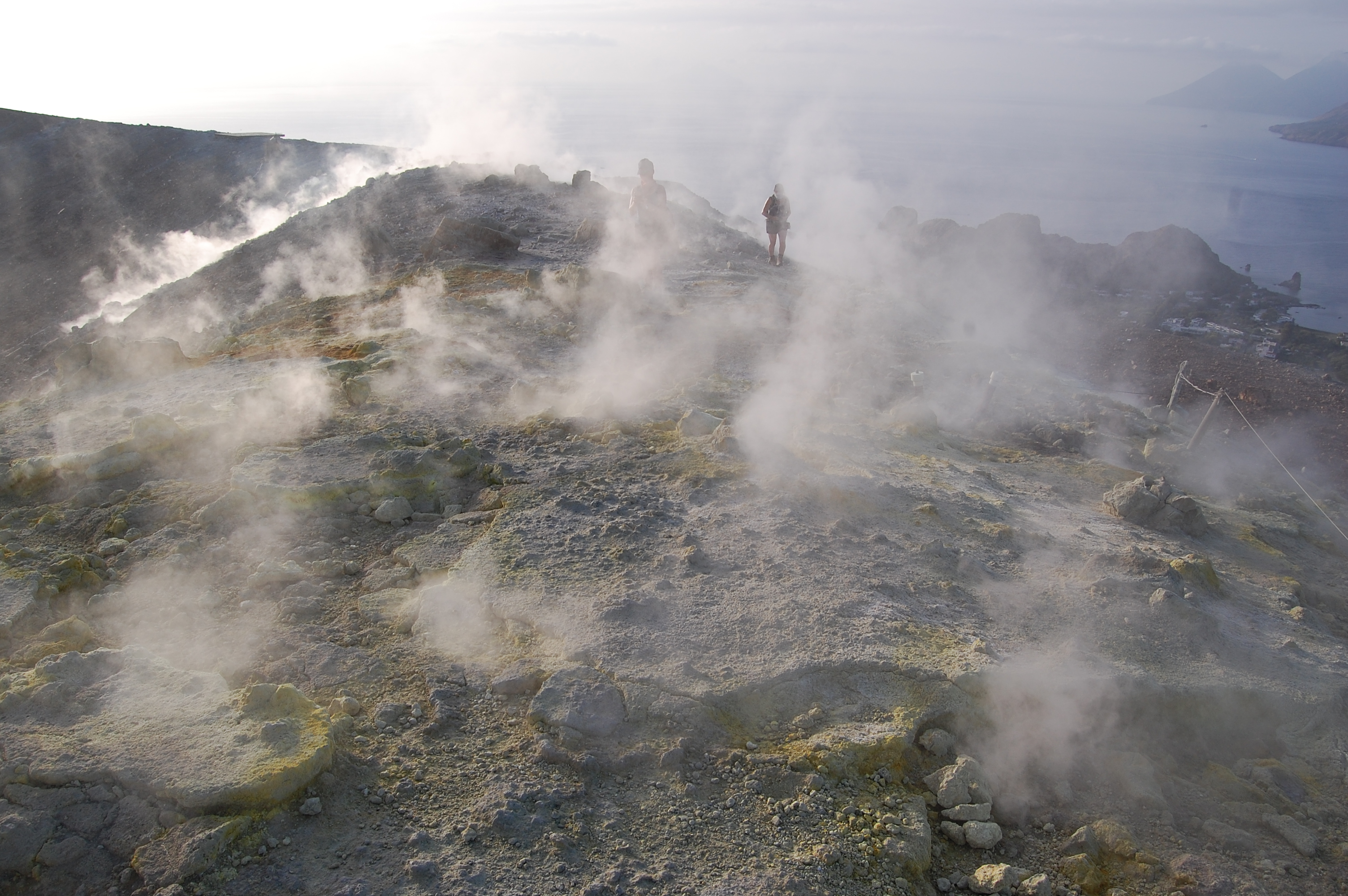
Fumaroly (solfatary) na ostrově Vulcano

Teplota a chemické složení fumarol se mění se vzdáleností od ohniska sopečné činnosti a také časově do doby posledního výbuchu. Nejchladnější, obsahující velké množství sirných par, se nazývají také solfatary.
Dle francouzského geologa z 19. století Fouquého se rozlišují různé typy fumarol:
- Fumaroly I. řádu – unikají ze žhavotekuté lávy – teplota kolem 800 °C, tvořeny hlavně parami chloridů s malým množstvím vodní páry
- Fumaroly II. řádu – teplota 400–500 °C, tvořeny vodní párou, chlorovodíkem, oxidem uhličitým a těkavými chloridy
- Fumaroly III. řádu – teplota 100–200 °C, tvořeny vodní párou, parami salmiaku a uhličitanu amonného, oxidem siřičitým a oxidem uhličitým
- Fumaroly IV. řádu – teplota okolo 100 °C, tvořeny vodní párou, sirovodíkem a oxidem uhličitým

Jevem podobným fumarolám jsou mofety, což jsou suché a studené výrony oxidu uhličitého.